# Commedia all'italiana
Commedia all’italiana ("Komedija na talijanski način") je bio talijanski filmski pokret koji nastaje krajem 1950-ih godina. Iako mnogo kritičara smatra da je commedia all'italiana bio samo komercijalni pokret bez ikakve umjetničke vrijednosti, ovi filmovi su bili agresivniji sa svojom satirom i društvenom kritikom od tipičnih hollywoodskih komedija. Talijanske komedije su za cilj imale ponuditi talijanskoj publici vruća društvena pitanja, i nekad su se pretvarale čak i u političke filmove. Naziv ovog pokreta potječe od filma Divorzio all'italiana (Razvod na talijanski način) redatelja Pietra Germia iz 1961.godine. 

## Filmovi
- I soliti ignoti 1958. - Mario Monicelli
- Divorzio all'italiana (Razvod na talijanski način) 1961. - Pietro Germi
- Mimí metallurgico ferito nell’onore (Mimi metalac) 1971. - Lina Wertmüller
- Pane e cioccolata (Kruh i čokolada) 1973. - Franco Brusati
- C’eravamo tanto amati (Mi koji smo se tako puno voljeli) 1974. - Ettore Scola